# Rudolf Wacek
Rudolf Wacek (ur. 9 maja 1883 w Witkowie Starym, zm. 4 września 1956 w Bytomiu) – polski nauczyciel, sportowiec, propagator, działacz i dziennikarz sportowy, myśliwy, pisarz i publicysta.

## Życiorys

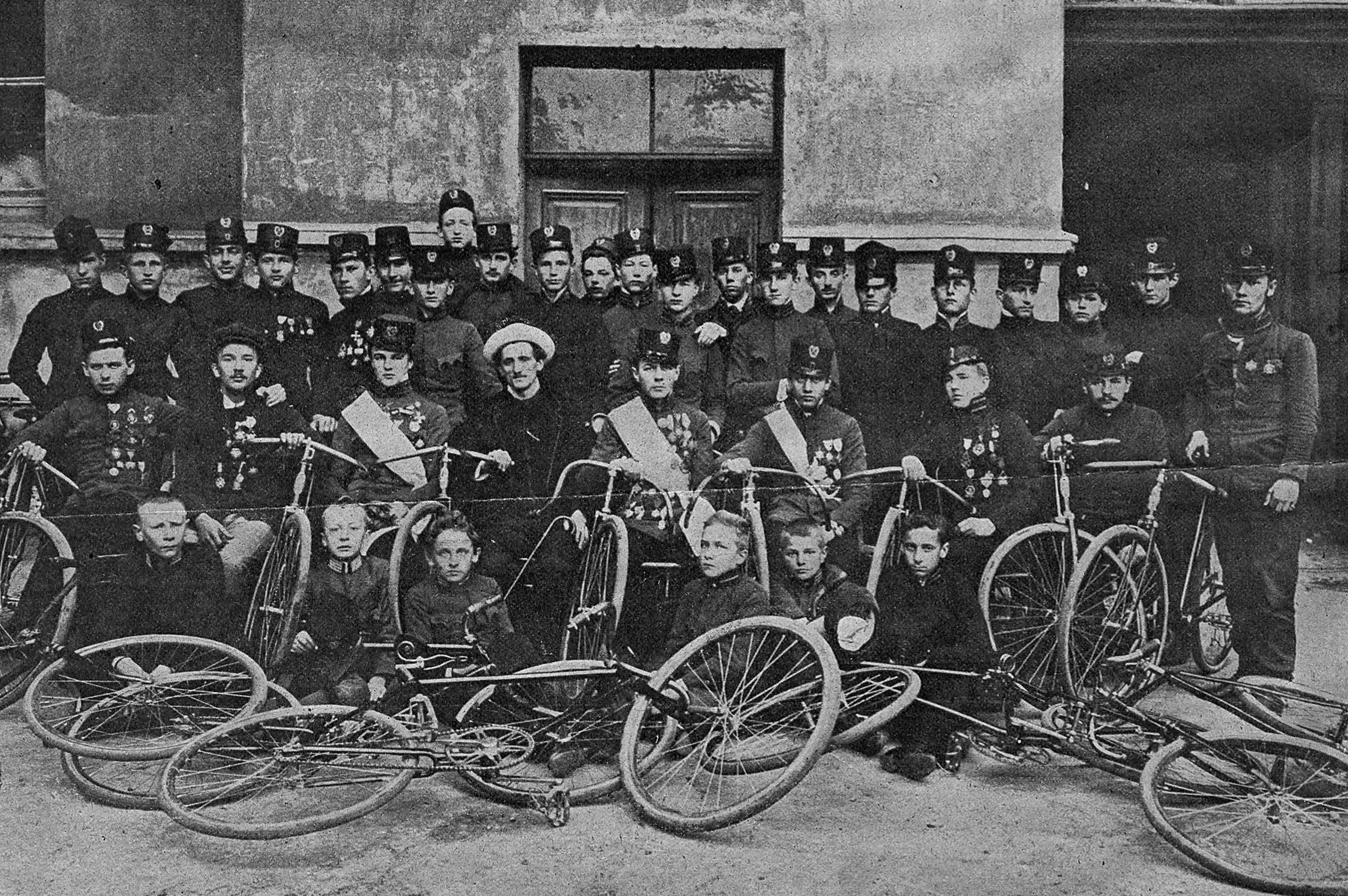
Rudolf Wacek (w białym kapeluszu) z członkami krakowskiego klubu cyklistów (1908)

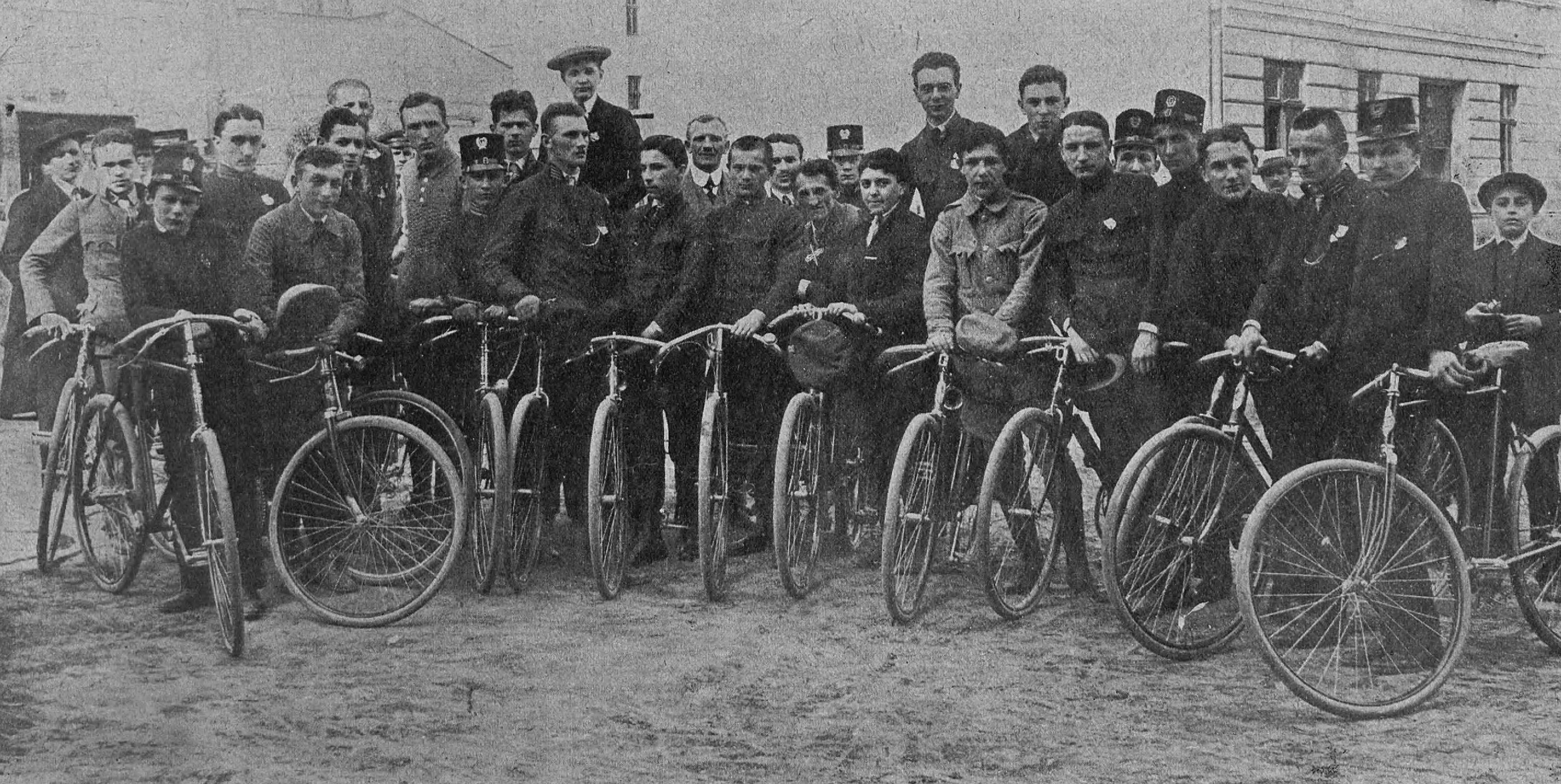
Rudolf Wacek (x) w gronie członków Koła Cyklistów Młodzieży Szkół Średnich TZR (1913)

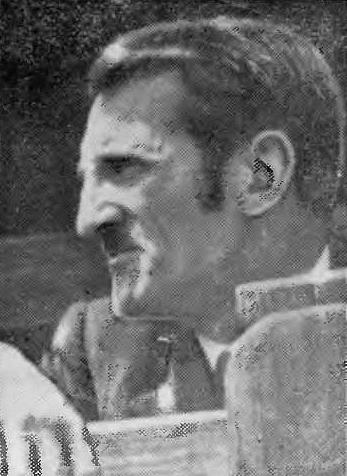
Rudolf Wacek (przed 1936)

Urodził się 9 maja 1883 w Witkowie Starym. Był wyznania rzymskokatolickiego. Jego ojciec był pochodzenia czeskiego, był leśniczym w Toporowie. Matka, Bronisława z Dąbrowskich, była polską szlachcianką. 
Ukończył gimnazjum w Tarnopolu i tam zdał maturę. Od 1902 do 1906 studiował na Wydziale Filozoficznym Uniwersytetu Lwowskiego o specjalności historii i geografii pod opieką naukową prof. Ludwika Finkel i prof. Bronisława Dembińskiego. 
Reskryptem C. K. Ministra Wyznań i Oświecenia z 29 stycznia 1907 jako kandydat stanu nauczycielskiego został mianowany zastępcą nauczyciela w C. K. Gimnazjum w Krakowie-Podgórzu, podjął pracę nauczyciela 2 lutego 1907 i uczył w tej szkole języka łacińskiego, języka polskiego, geografii, historii, a od 16 stycznia do 31 sierpnia 1909, w całym roku szkolnym 1909/1910 przebywał na urlopie. Przez dwa lata był wychowawcą synów arcyksięcia Habsburga w Żywcu. Ponadto organizował młodzież szkolną wokół kolarstwa. Od 21 stycznia 1910 był zatrudniony w C. K. Gimnazjum w Żywcu, po czym rozporządzeniem C. K. Rady Szkolnej Krajowej z 26 lipca 1910 jako zastępca nauczyciela (suplent) został przeniesiony do oddziałów równorzędnych C. K. IV Gimnazjum we Lwowie, gdzie uczył języka łacińskiego, języka polskiego, geografii, historii. 17 czerwca 1911 zdał nauczycielski egzamin podstawowy w zakresie historii i geografii. 13 lipca 1912 został przeniesiony do Filii C. K. VII Gimnazjum we Lwowie. Uczył tam (w roku szkolnym 1912/1913 równolegle w zakładzie głównym tj. VII Gimnazjum) przedmiotów geografii i historii oraz był kuratorem kółka cyklistów i w jego ramach prowadził liczne wycieczki z młodzieżą. W 1913 został organizatorem Koła Cyklistów Młodzieży Szkół Średnich Towarzystwa Zabaw Ruchowych. 5 lutego 1914 został przydzielony do C. K. II Szkoły Realnej we Lwowie, gdzie pracował w kolejnych latach, w tym podczas I wojny światowej, ucząc geografii, historii jako egzaminowany zastępca nauczyciela, a od 1 października 1916 jako prowizoryczny c.k. nauczyciel. Jednocześnie, po nastaniu okupacji rosyjskiej uczył w „tajnej szkole”, zorganizowanej w listopadzie 1914 przez dr. Augusta Paszkudzkiego i dr. Bazylego Kalicuna.
Po odzyskaniu przez Polskę niepodległości pozostawał profesorem w tej placówce, początkowo funkcjonującej pod nazwą Państwowa Szkoła Realna im. Jana i Andrzeja Śniadeckich we Lwowie, a następnie XI Państwowe Liceum i Gimnazjum im. Jana i Andrzeja Śniadeckich we Lwowie, gdzie nada wykładał historię i geografię.
Od początku XX wieku, jeszcze w czasach zaborów, działał na rzecz rozwoju sportu i dziennikarstwa sportowego. W 1909 wszedł do wydziału klubu sportowego LKS Pogoń Lwów, od 1914 do 1921 pełnił funkcję prezesa Pogoni, w tym także sekcji piłki nożnej. Pełnił funkcję trenera piłkarzy Pogoni.
Na prośbę Karola Polakiewicza podjął się rozpropagowania piłki nożnej na Górnym Śląsku, aby w ten sposób utrącić argumenty niemieckie o niskiej jakości polskiego sportu. W tym celu zorganizował mecz Pogoni Lwów (wzmocnionej zawodnikami innych klubów lwowskich i warszawskich) z Dianą Katowice i 09 Beuthen. Ten ostatni klub zapłacił za możliwość grania z Polakami. 
Od młodości uprawiał i propagował turystykę rowerową. Organizował Koło Cyklistów w 1911. Jeszcze w okresie nauki gimnazjalnej odbył jednodniową wycieczkę o długości 120 km (Toporów-Busk-Gliniany-Złoczów-Podkamień-Ozydów-Toporów). W trakcie studiów, w 1904 pokonał rowerem w pięć dni trasę 600 km ze Lwowa do Budapesztu (przez Stryj i Przełęcz Klimczańską), po czym powrócił tą samą drogą. W 1911 okrążył Tatry od strony południowej i północnej, a także objechał Karpaty Wschodnie i Zachodnie. Jeździł wówczas jednobiegowym rowerem marki Puch. W 1912 przejechał kraje na Bałkanach (Serbia, Czarnogóra), wspólnie z ośmioma innymi osobami, które poznał zamieszczając ogłoszenie w prasie. W lipcu 1913 wraz z innymi osobami rozpoczął podróż od północnych rejonów Alp (Linz, Bawaria), następnie odwiedzając Szwajcarię, Francji, północną Hiszpanię, po czym powrócił do kraju poprzez wybrzeże Riwiery, północne Włochy, Innsbruck, Wiedeń. Na początku 1914 w ramach klubu kolarskiego planował grupową wyprawę w tym roku wiodącą przez Paryż, Wyspy Brytyjskie w Skandynawii (trasa miała liczyć 4000 km, w tym 35 dni jazdym 25 zaplanowano na zwiedzanie odwiedzanych miejsc, natomiast powrót maił nastąpić 20 sierpnia 1914). Kolarze swoje stroje na piersiach ozdobili wstążką z patriotycznym napisem Excursion polonaise. Grupa dotarła przez Paryż, a po przeprawieniu okrętem, do Londynu, następnie do Liverpoolu, gdzie zastała ich wiadomość o mobilizacji armii austro-węgierskiej. Od tego miejsca Rudolf Wacek samodzielnie kontynuował zaplanowaną trasę: przez Irlandię i Szkocję dotarł do Norwegii i Szwecji, po czym z północnych Niemiec powrócił do Lwowa pociągiem. Wybuch I wojny światowej i jej następstwa przekreśliły jego dalsze plany kolarskich wypraw (Kaukaz, Bliski Wschód, Indie, wybrzeże Morza Śródziemnego). Łącznie dotarł rowerem do 14 krajów. Odbywał dalekie podróże rowerowe po Europie, mimo że był ułomny, jako że miał jedną nogę krótszą. Był określony nestorem polskiego kolarstwa. Prócz kolarstwa uprawiał także saneczkarstwo i narciarstwo.
Pod koniec pierwszej dekady XX wieku podjął współpracę ze lwowskim dziennikiem „Słowo Polskie”, do którego przekazywał informacje sportowe z Krakowa i Żywca, a także pisywał felietony ze swoich wycieczek kolarskich po kraju i Europie. Był referentem sportowym w tym czasopiśmie. Był współzałożycielem Koła Dziennikarzy Sportowych we Lwowie w 1924 roku (wraz z nim Kazimierz Hemerling). Został kierownikiem referatu sportowego Polskiego Radia Lwów, a od 1932 do 1939 roku był sprawozdawcą sportowym PR. Publikował na łamach pism: „Wędrowiec”, „Ilustrowany Kurier Sportowy”. Po odzyskaniu przez Polskę niepodległości był współzałożycielem i wydawał tygodnik „Sport”. Udzielał się też jako recenzent innych czasopism sportowych. Współorganizował Towarzystwo Turystyczno-Krajoznawcze w 1914.
W uznaniu jego zasług prawie wszystkie polskie związki sportowe nadały Rudolfowi Wackowi tytuł honorowego członka. W 1929 roku otrzymał tytuł członka honorowego LKS Pogoń Lwów. W grudniu 1936 roku został laureatem nagrody dziennikarskiej Państwowego Urzędu Wychowania Fizycznego za rok 1936. Był również zamiłowanym myśliwym (polował m.in. z Władysław Belina-Prażmowskim, któremu zadedykował swoje wspomnienia pt. Darz Bór). Był członkiem Wojewódzkiej Rady Łowieckiej w Katowicach kadencji 1945–1948. Był żonaty z Heleną.
Podczas II wojny światowej pozostawał we Lwowie. Uległ poważnemu wypadkowi, kiedy żołnierze radzieccy dla zabawy potrącili go, kiedy jechał na rowerze. Utracił przytomność, trafił do szpitala, długo po tym chorował i nigdy nie wrócił do pełnej sprawności. W 1945 przeniósł się w nowe granice Polski. Podjął pracę w gimnazjum ogólnokształcącym, a następnie technikum górniczym w Bytomiu. Zmarł w Bytomiu i tam został pochowany.

## Publikacje
- Teorja piłki nożnej (football). Praktyczny i teoretyczny przewodnik gry wraz z prawidłami Polskiego Związku Piłki Nożnej (1922, tłumaczenie, autor publikacji: Francis Percy Addington)
- Rowerem po Europie (1925)
- Do Anglji i Norwegji rowerem (1927)
- Lwów (1936)
- Darz Bór (wspomnienia myśliwskie) (1936)[42]
- Z przeżyć Lwowa pod wojskowymi rządami austriackimi 1915–1918 (1938)
- Księga pamiątkowa poświęcona 35-leciu działalności Lwowskiego Klubu Sportowego „Pogoń” 1904–1939 (1939, wielu autorów)
- Wspomnienia sportowe (1947)[7]
- W polskich kniejach (1947, współautor: Stanisław Bober)[6]

## Ordery i odznaczenia
- Złoty Krzyż Zasługi (19 marca 1931)[43]
- Medal Niepodległości (4 listopada 1933)[44][45]